# Giâm cành

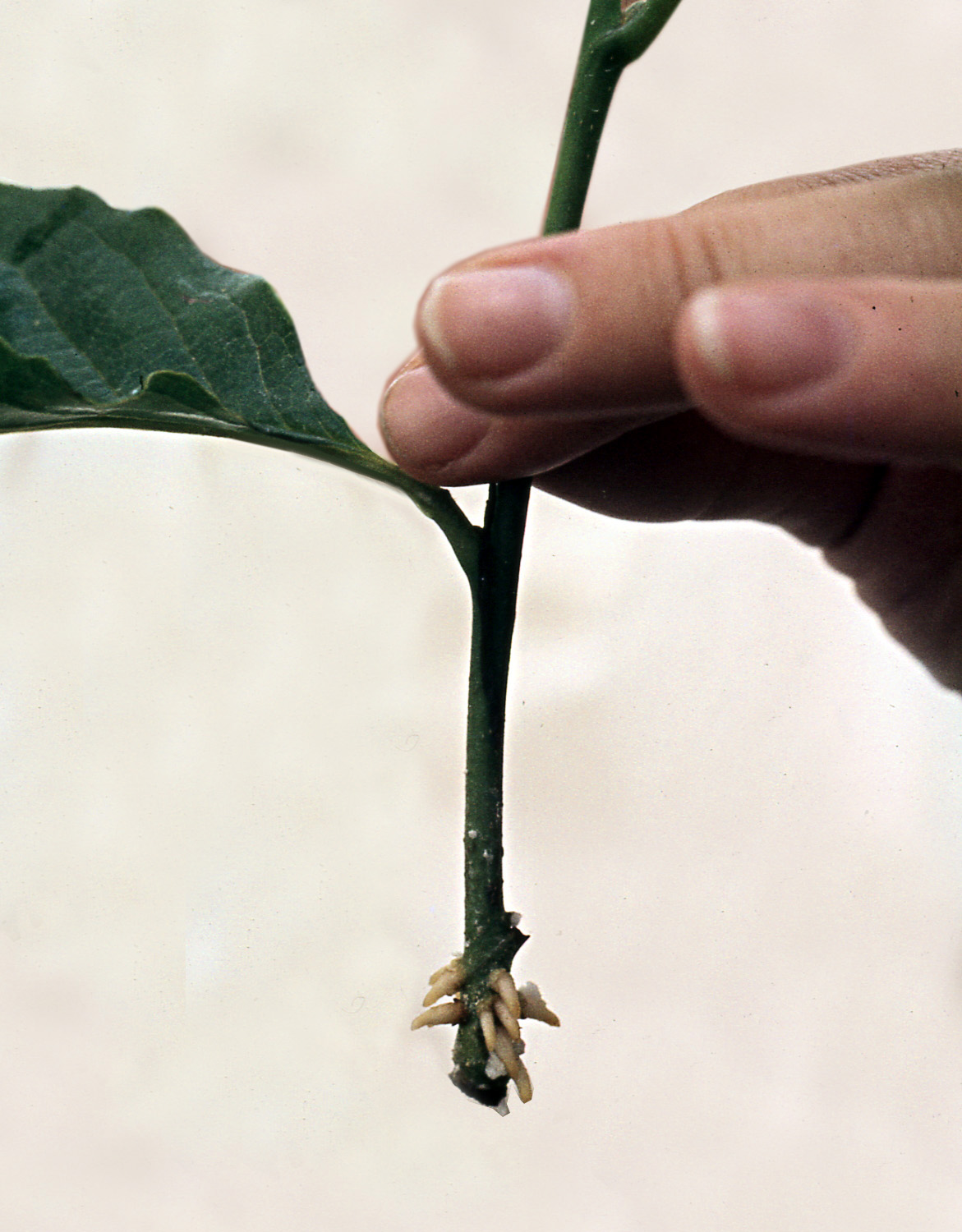
Một cành mộc lan đã được kích thích ra rễ mới và trở thành một cây hoàn chỉnh.

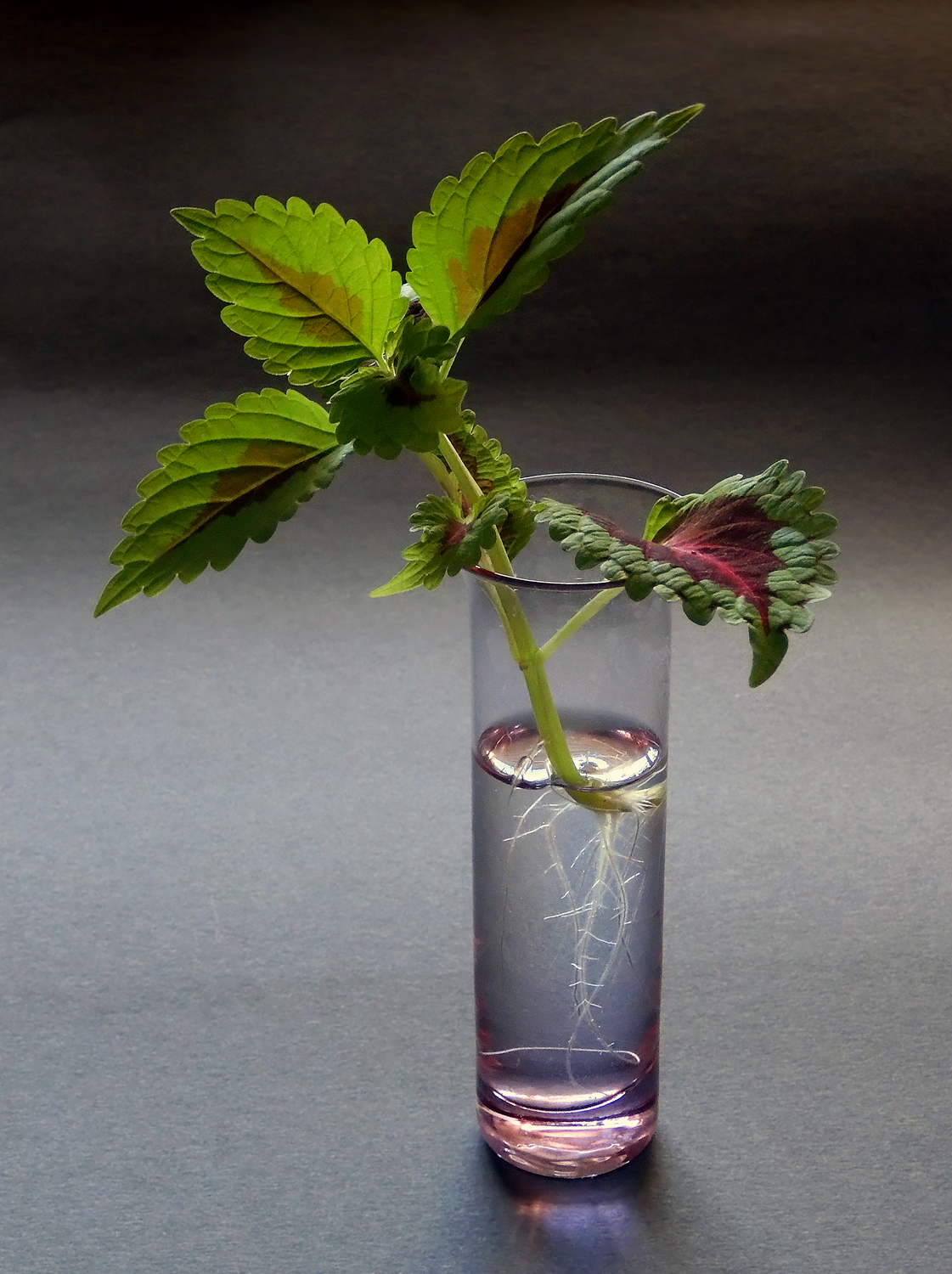
Cành giâm của Plectranthus scutellarioides – sau 14 ngày, rễ đã dài 6 cm.

Giâm cành là phương pháp sử dụng một phần của cây để nhân giống vô tính (sinh sản không qua hạt) trong làm vườn và nông nghiệp. Một đoạn thân cây hoặc rễ của cây mẹ được đặt vào môi trường thích hợp như đất ẩm. Nếu điều kiện thuận lợi, phần cây này sẽ bắt đầu phát triển thành một cây mới độc lập với cây mẹ. Cành giâm từ thân sẽ phát triển ra rễ, trong khi cành giâm từ rễ sẽ mọc lên thân mới. Một số loài cây còn có thể được nhân giống từ mảnh lá, gọi là giâm lá, cho ra cả thân và rễ. Các mắt ghép dùng trong ghép cành cũng được gọi là cành giâm.
Nhân giống cây bằng cách giâm cành là một hình thức nhân bản vô tính cổ xưa. Phương pháp này có nhiều ưu điểm, đặc biệt là khả năng tạo ra các cây con gần như là bản sao của cây mẹ. Nếu cây mẹ có những đặc tính tốt, chúng có thể được truyền lại cho thế hệ sau. Điều này đặc biệt có lợi về mặt kinh tế, vì cho phép các nhà sản xuất nhân giống hàng loạt những cây có đặc tính mong muốn nhằm đảm bảo sự đồng nhất trong toàn bộ vụ mùa.

## Lợi thế tiến hóa: thực vật mọng nước
Giâm cành là một phương pháp sinh sản vô tính thường được sử dụng trong nghề trồng thực vật mọng nước, còn được gọi là sinh sản sinh dưỡng. Thực vật mọng nước đã tiến hóa khả năng hình thành rễ bất định trong quá trình sinh sản nhằm tăng khả năng thích nghi trong môi trường khắc nghiệt. Chúng thường sinh trưởng ở các loại đất nông, đất đá và đất sa mạc. Cây non sinh ra từ sinh sản hữu tính có tỷ lệ sống sót thấp; tuy nhiên, các chồi con từ đoạn thân hoặc lá bị tách rời trong môi trường tự nhiên lại có khả năng sinh trưởng tốt hơn.
Cành giâm có lưu trữ sẵn cả nước và cacbon – những nguồn tài nguyên cần thiết cho sự định hình và phát triển của cây. Bộ phận bị tách rời của cây vẫn duy trì hoạt động sinh lý, cho phép diễn ra quá trình phân bào và hình thành cấu trúc rễ mới để hấp thu nước và chất dinh dưỡng. Sinh sản vô tính ở thực vật còn mang lại lợi thế tiến hóa nhờ giúp chồi con thích nghi tốt hơn với môi trường thông qua việc duy trì ký ức biểu sinh – các kiểu hình di truyền không do thay đổi trong DNA mà do sự biến đổi histone và methyl hóa DNA. Ký ức biểu sinh được truyền qua nguyên phân, vì thế khả năng phản ứng với stress vẫn được duy trì ở các cây con được nhân từ đoạn thân cắt.

## Ví dụ về các hình thức nhân giống

### Các loại cây có thể nhân giống bằng cách giâm cành
- Fittonia sp.[7]
- Ficus sp.[7]
- Maranta sp.[7]
- Monstera sp.[7]
- Thu hải đường[7]

### Các loại cây có thể nhân giống bằng cách giâm rễ

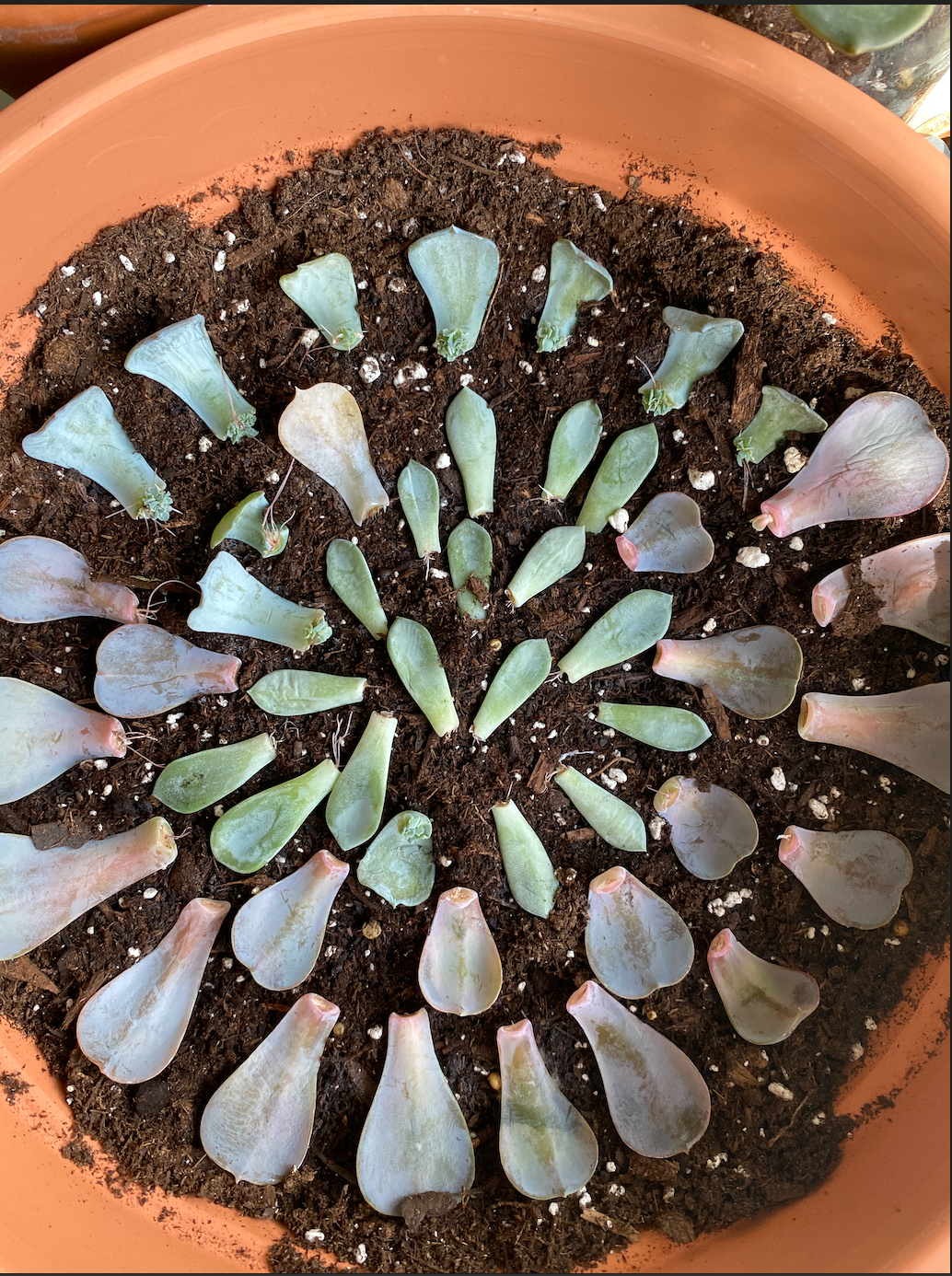

- Papaver[8]
- Rubus idaeus[8]
- Rubus allegheniensis[9]
- Phlox sp.[9]
- Acanthus sp.[10]

### Các loại cây có thể nhân giống bằng cách giâm lá

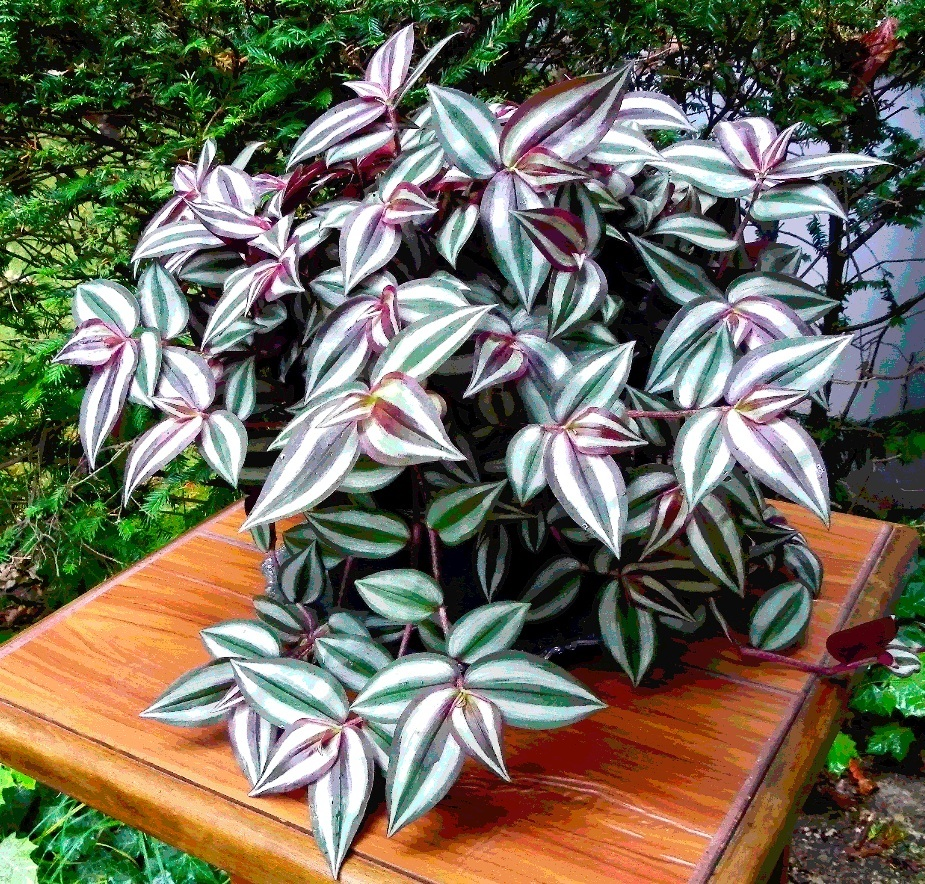
Được nhân giống bằng giâm cành, Hồng trai có thể dễ dàng di chuyển vì các thân bò của nó bám nhẹ vào đất.

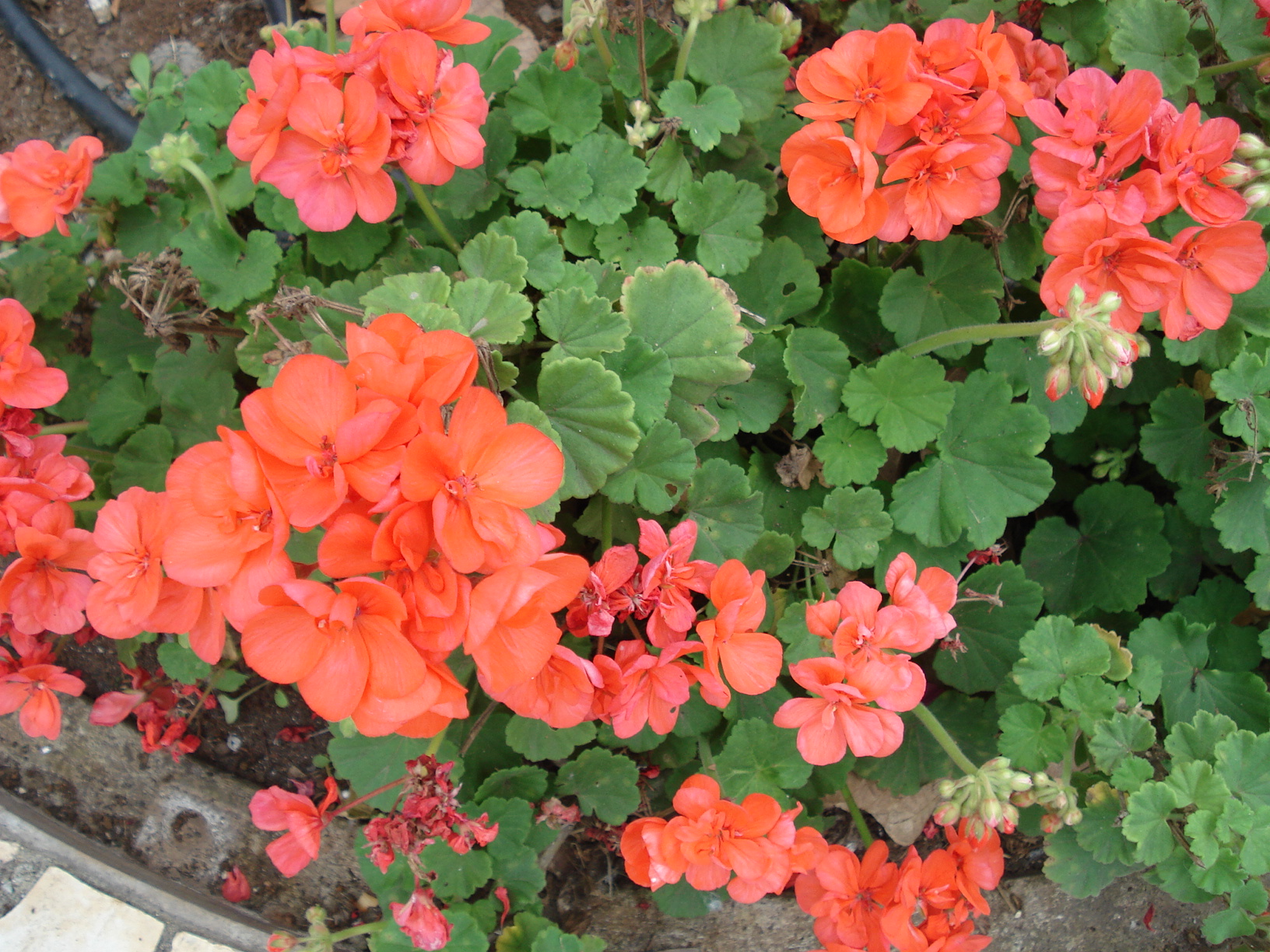
Pelargonium hortorum được nhân giống bằng hạt và giâm cành.

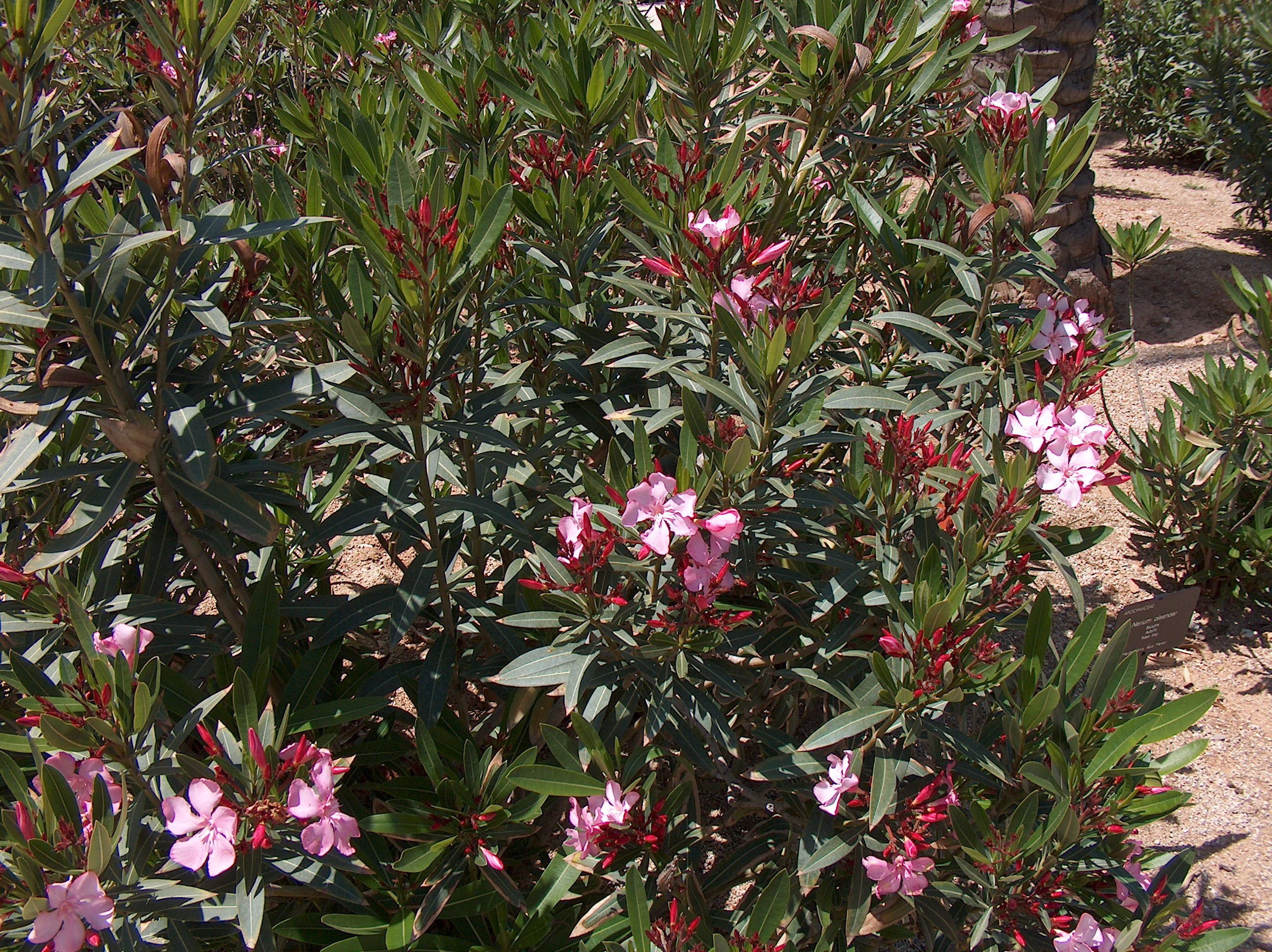
Trúc đào có thể dễ dàng ra rễ khi đặt trong nước hoặc giá thể.

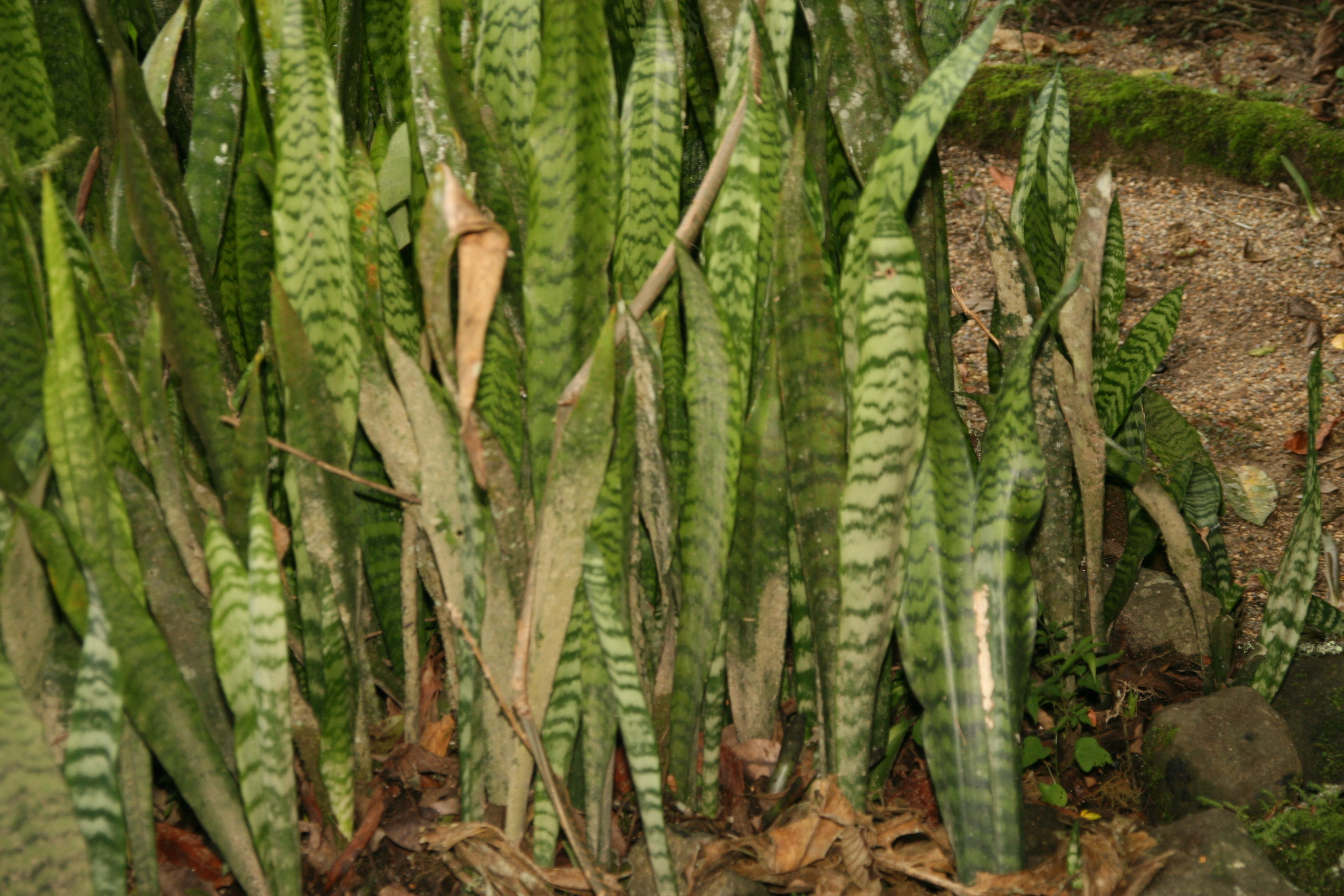
Cây lưỡi hổ được nhân giống bằng cách giâm lá hoặc tách thân rễ (các giống có sọc vàng chỉ giữ được mép vàng khi nhân giống bằng cách tách bụi).

- Tử linh lan[8]
- Thu hải đường[8]
- Echeveria sp.
- Sansevieria trifasciata[8]
- Hoya sp.[8]

## Trong văn hóa đại chúng
Nhà thơ người Mỹ Theodore Roethke đã viết về việc giâm cành và sự sinh trưởng của rễ trong các bài thơ "Cuttings" và "Cuttings (Later)" thuộc tập thơ The Lost Son: And Other Poems.